# Octavio Trillini
Octavio Trillini (Fighiera, 29 aprile 1932) è un ex calciatore argentino, di ruolo difensore.

## Caratteristiche tecniche
Giocava come difensore destro.

## Carriera

### Club
A 17 anni fece un provino per il River Plate, giocando come difensore destro; poiché era riuscito a marcare efficacemente Vicente Gambardella, fu aggregato alla rosa del River Plate poco dopo, per volontà del presidente Antonio Liberti. Trillini debuttò in Primera División argentina nella stagione 1950 con la maglia del River Plate. Fu considerato, nel suo periodo al club bianco-rosso, sempre una riserva: i titolari erano Santiago Kelly, Alfredo Pérez e José Ramos. Durante il suo periodo al River vinse quattro campionati, 1952, 1953.1955, e 1956. Nel luglio 1957 si trasferì in Messico, all'América; debuttò il 14 luglio contro il Morelia. Nel 1962 passò dall'Huracán Las Heras di Mendoza all'Emelec, in Ecuador,.  Nel 1963 ha giocato il campionato di Guayaquil da Everest e nel 1963 giocò 4 incontri in massima serie ecuadoriana con la LDU di Quito.

## Palmarès

### Club

#### Competizioni nazionali
- Campionato argentino: 4

River Plate: 1952, 1953, 1955, 1956